# North from Here
North from Here è il secondo album della band finlandese Sentenced, pubblicato nel 1993 dalla Spinefarm Records.

## Tracce
1. My Sky Is Darker Then Thine – 5:48
2. Wings – 4:31
3. Fields of Blood: Harvester of Hate – 6:18
4. Capture of Fire – 6:36
5. Awaiting the Winter Frost – 5:51
6. Beyond the Wall of Sleep – 3:34
7. Northern Lights – 5:16
8. Epic – 5:57

## Formazione
- Taneli Jarva - basso e voce
- Miika Tenkula - chitarra
- Sami Lopakka - chitarra
- Vesa Ranta - batteria